# アンデックス
アンデックス株式会社は、広島県尾道市東尾道に本社を置く塗装関連機器を主とする産業機器メーカーである。

## 概要
1971年、創業。自動車関連の塗装ブースとその乾燥・換気システムを製造販売し、この事業では国内トップシェアを維持している。その後、大型の布団乾燥機を搭載した自動車の販売やドコモショップの運営にも乗り出し経営の多角化を図っている。
なお会長の田邊耕造は過去に尾道ケーブルテレビの代表取締役を兼任、尾道ロータリークラブの会長を務めるなど幅広く活動している。

## 主な事業

### 塗装関連機器事業部
- 自動車用塗装ブース
- 産業用塗装ブース
- 産業用ヒーター

など

### スポーツサイクル事業部
- オリジナルスポーツサイクル（凪）の企画・製造・販売

### アンデックスソリューション株式会社（旧・情報通信事業部）
- 2014年5月1日に情報通信事業部が分社化して発足
- ドコモショップの運営
  - 尾道市、福山市、広島市に店舗を持つ。

## 撤退した事業

### クリーンシステム事業部
- 布団乾燥消毒車
  - 尾道市内の福祉団体に納入されており、尾道市内でこの自動車を見ることが出来る
- 施設用消毒乾燥装置
- アスベスト集塵機

など
その他にもタブレット菓子「おのみち生姜のこつぶ」を発売したこともある。この時に「こつぶちゃん」と言う猫のゆるキャラを作っている。

## 関連会社
- 三和フード（株） - ロッテリアなど飲食店の運営